# 美利坚号航空母舰
美利坚号航空母舰（USS America CVA/CV-66），是1960年代美国海军所建造小鹰级航空母舰之3號艦，于1965年启用，它服役的大部分时间是在大西洋和地中海中，还在太平洋部署并曾服务于越南战争。她还曾参加过海湾战争的沙漠盾牌行动和沙漠风暴行动等战役。
美国海军将其定为美国最后一艘不以人名来命名的航空母舰。该航母也是在1946年“十字路口”试验之后第一次有大型航母被用作武器试验。2005年，尽管有大量曾在该舰服役的老兵举行抗议活动要求该航母作为一座纪念博物馆被保留下来，但是该航母还是在经历4周的试验之后，在哈特拉斯角西南被击沉。该航母是有史以来被击沉的最大战舰。

## 建造与下水
美利坚号航母原计划是作为企业级航母中的一艘建造的，但是由于企业级航母在建造过程中的超额预算，导致原定的CVAN-66被取消建造。美利坚号航母重新被要求作为小鹰级航母的后续舰建造。1961年1月1日，該艦在弗吉尼亚州纽波特纽斯铺设龙骨，建造方为纽波特纽斯造船及船坞公司。1964年2月1日该舰下水，海军作战部长戴维·麦克唐纳上将的夫人成为该舰的教母。1965年1月23日，美利坚号航母在诺福克海军船坞服役，小劳伦斯·海华斯（Lawrence Heyworth, Jr.）担任船长负责指挥。
在1965年3月15日完成舾装后，美利坚号航母一直停留在汉普顿锚地等待驶离弗吉尼亚角，直到3月25日。4月5日，该舰执行官肯尼斯·B·奥斯丁中校驾驶道格拉斯A-4C攻击机从航母上起飞，从而完成了该舰的首次弹射器起飞。在驶往加勒比海后，该舰进行调试并在6月23日在关塔那摩湾完成调试。
7月10日，该舰在完成调试后驶入诺福克海军船坞。该舰一直停留在该地直到8月21日。在8月末该舰一直在当地进行各项后续测试与训练，之后离开弗吉尼亚角驶往百慕大，在9月9日驶回诺福克基地。
9月25日，J·O·科布准将作为指挥官升起舰旗。

## 第一次部署（1965-1966）
1965年年末美利坚号航母驶往地中海进行第一次部署。1966年元旦，该舰停靠在意大利的利沃诺港。之后的几周，美利坚号航母到访了戛纳、热那亚、土伦、伊斯坦布尔、贝鲁特、瓦莱塔、塔兰托、帕尔马、波连萨湾。7月1日，该舰驶回美国。
在这次部署的初期—从2月28日至3月10日，美利坚号航母参加了法美两国联合军演，代号为“公平游戏 IV （Fairgame IV）”。这场演戏假象的是这针对某个试图入侵一个北约盟国的国家的常规作战。7月10日，美利坚号航母返回诺福克海军基地，在停留不久后，在7月15日驶进诺福克海军船坞。
美利坚号航母从8月29日至9月19日一直在诺福克地区活动，之后她前往关塔那摩湾进行训练活动。在热带风暴Inez横扫这片区域之后，美利坚号航母的船员花了大约1700人工时用来帮助关塔那摩基地恢复运作，之后又回到正常活动中。
之后几个月，美利坚号航母投入到A-7海盗 II攻击机的项目中，驶离弗吉尼亚角进行A-7的飞行员认证，还进行了自动着舰系统试验。这项实验旨在实验F-4战机和F-8战机能否在航母上进行全自动降落。
美利坚号航母的训练并非没有事故发生。1965年10月16日，两架F-4在距离该舰20海里的半空中相撞，飞行员安全弹射。9月3日在该舰前往塔兰托的途中，一架战机在弹射起飞时，弹射器发生故障，将前着陆轮从机上撕扯下来。事故中飞机的辅助油箱被划破，并且掉入海中。一名在待命区的飞行员被烧伤。机上两名飞行员中，后座驾驶员安全弹射，但前座驾驶员与飞机一同坠入海中。自从离开诺福克之后，美利坚号航母已经损失了5架飞机。
从11月28日至12月15日，美利坚号航母参加了“LANTFLEX 66”联合军演，以获取在防空、反潜和航母攻击方面的经验。该舰还参加了水雷布置、导弹发射和在两栖作战中提供空中支援方面的演练。12月15日，该舰返回了诺福克海军基地，在该地一直停留到1966年年底。

## 第二次部署
1967年1月10日，美利坚号驶离诺福克，开始了在地中海的第二次部署，并且在1月22日在波连萨湾与独立号交接。在横跨大西洋的航行过程中，美利坚号进行了如下活动：培训SH-3A机组，在大西洋上发射导弹，昼夜不间断的飞行训练及其他演练。在直布罗陀附近海域，1月18日苏联远程侦察机Tu-95对其进行了侦查。两架F-4B起飞，之后接近这架Tu-95并对其进行警戒。在停靠雅典前，2月4日，美利坚号与意大利军方联合进行“拦截-控制（intercept-controller）”演练。之后不久，美利坚号再次与意大利军队联合演习，演习内容包括针对快艇的防御演练。3月初，美利坚号及其护航编队组成60.1特遣队，参加了英美两国联合军演，军演代号“牌手IV （Poker Hand IV）”。英国海军竞技神号航母也参加了此次军演。两艘航母为对方提供了模拟进攻的战机以测试对方的防空能力。
4月1日，60.1特遣队参加了为期两天代号为“Dawn Clear”的北约联合演习。在演习第一天，美利坚号提供了战机对希腊和土耳其的模拟目标进行模拟打击。之后几天，希腊空军的战机针对60.1特遣队进行了模拟攻击。在演习结束后，美利坚号在爱奥尼亚海进行日常训练。
4月5日，上午10:00，美利坚号在瓦莱塔靠港，开始了对瓦莱塔为期5天的访问。4月10日起锚离港后，美利坚号及其编队在爱奥尼亚海执行编队演练。美利坚号在远海与Josephus Daniels号和Harry E. Yarnell号驱逐舰联合进行导弹发射演练。其他演练项目包括在航期间的日常昼夜起降训练和在航期间与编队内其他舰船的补给训练。
之后几天，希腊显露出发生内战的可能性。希腊军方发动军变，终结了希腊的议会制。虽然康斯坦丁二世保住了王位，但雅典街头开始显露出发生暴力事件的可能性，使得美国公民因为受到威胁而陷入了焦虑之中。动用军舰进行撤侨开始变得有必要，所以美国海军第六舰队指挥官下令组建特遣队。在海军少将迪克·H·奎因的指挥下，第65特遣队以美利坚号航母为旗舰，向东航线，以准备在必要情况下进行撤侨。幸运的是，希腊并未发生实质上的暴力冲突，因此特遣队也并未采取实际行动。4月29日，海军少将劳伦斯·R·盖斯接替迪克·H·奎因。随着新任舰长上舰，并且希腊危机已经过去，5月1日美利坚号航母驶往塔兰托港，开始为期8天的休假。在塔兰托港3天的公众开放活动中，美利坚号航母接待了1675名访客，这些访客上舰参观了机库和飞行甲板。5月8日，美利坚号驶离塔兰托港，开始在爱奥尼亚海和第勒尼海进行日常值班任务。之后她还访问了意大利里窝那港。

### 中东地区的危机
1967年5月25日，有迹象显示中东地区即将爆发一场危机。美利坚号的舰员通过阅读舰上的报纸，了解到以色列和阿拉伯国家之间的紧张局势急速恶化。在完成相关任务后，该舰全速驶往克里特海。
在之后的48小时，美利坚号航母驶过西班牙的东部和南部海岸，穿越马耳他海峡，并在克里特海加入60.2特遣队。该特遣队由萨拉托加号航母及随同的驱逐舰组成。这支特混编队由海军少将盖斯指挥，准备应对各种危机事件。
之后一周，美利坚号上的船员和军官收听WAMR-TV的夜间新闻、舰上的闭路电视新闻以及报纸上的所有新闻。新闻头条讲的都是中东地区日趋恶化的局势。一开始，埃及将军队部署到加沙地带，并要求联合国维和部队撤出。之后，以色列开始扩充部队。作为回应，其他阿拉伯国家命令军队处于戒备状态。随着局势日趋紧张，阿拉伯联合共和国封锁了亚喀巴湾，禁止以色列船舶出入。
在此期间，美利坚号在克里特岛外海进行日常训练活动，并进行了两次在航补给活动。有29名记者到达航母上进行采访工作，这些记者来自全美多家媒体。记者们在航母上进行了多方面的采访。
由于记者的采访报道，航母的踪迹也被曝光，因此航母也吸引了一些不受欢迎的访客：苏联人。6月2日，一艘装备有舰对空导弹的苏联驱逐舰混入航母编队，并且频繁插入航母编队。6月7日中午，美国海军第六舰队司令威廉·I·马丁中将使用英语和俄语通告苏联驱逐舰：“你过去5天的行动干扰了我方的行动。你方在我方编队中的行动以及阻碍了我方航行是在拒绝承认我方在公海上的航行自由权，这项权利是过去数个世纪航海国家所普遍承认的。”
几分钟后，中将再次通告：“我方编队将继续高速航行并进行多项科目。你现在的位置将会威胁到你方及我方的舰只安全。我要求你方毫不延迟的驶离我方编队，并终止你对我方的干扰及其他危险行为。”虽然该艘驱逐舰随后离开了编队，但她的同伴随后赶到，并在随后几天继续尾随航母编队。

### 六日战争
1967年6月5日早上，美利坚号航母正在接受舰队油料补给舰特拉基号补给油料，传来了以色列和阿拉伯国家爆发战争的消息。当天下午，舰内广播命令船员进入战位，一声号令下所有船员立刻投入到了战斗位置。当战斗位置准备就绪，全舰进入三级响应状态，这代表全舰已经做好了防御准备。
6月7日，伴随美利坚号航母行动的驱逐舰劳埃德·托马斯号捕捉到了一个声呐信号，这个信号被判读为有可能是一艘潜艇。盖斯少将立刻派出劳埃德·托马斯号驱逐舰和桑普森号导弹驱逐舰前往核实。桑普森号导弹驱逐舰很快捕捉到了信号，并开始于劳埃德·托马斯号驱逐舰一同合作跟踪可能存在的潜艇。
美利坚号航母派出了其舰上隶属于第九反潜直升机编队的一架西科斯基SH-3A海王直升机进行搜索，该机也捕捉到了可疑的声呐信号。在半夜，该信号被重新定为“很可能是潜艇”。在那时，并没有消息称有己方潜艇在这篇海域活动。两艘驱逐舰在整个夜晚始终捕捉到清晰的声呐信号。
6月5日5:30，一架隶属于第七巡逻中队的SP-2H“海王星”反潜巡逻机加入到了搜寻队伍。该机配备了磁力异常探测仪。这种设备使该机通过另一种方式确定了海底下的信号来自于一个巨大的金属物体。
盖斯少将在中午宣布很有可能有一艘潜艇出没。舰上的记者很快将这件事传回到他们在本土的办公室。但是，另一件事的发生将很快使得可能有潜艇在航母编队附近出没的事情变得无关紧要。

### “自由”号事件
当地时间1967年6月8日14:00，美国海军“自由”号技术调查船在西奈港口城市阿利什以北15海里处的国际水域遭到以色列战机和鱼雷艇的攻击。
但是，传递到美利坚号航母和美国国防部的最初信息无法判断袭击者的身份。美利坚号航母的飞行甲板开始繁忙起来。几分钟内，F-4B战机升空以拦截任何可能对特混编队的袭击。与此同时，炸弹和火箭弹被从弹药库内运到飞行甲板上。四架A-4攻击机装载弹药后升空。 这些飞机随后与被召回，但弹药仍挂在发射架上。
自由号袭击事件造成34人丧生，75人受伤，其中15人伤势严重。司令官马丁派出两艘驱逐舰—戴维斯号和梅西号。两艘驱逐舰上还搭载着美利坚号上的医务人员。在6月9日6:00，驱逐舰编队与自由号汇合。医务人员立刻登上了严重受损的自由号抢救伤员。
10:30，两架从美利坚号航母上起飞的直升机与自由号汇合，并开始向航母转移重伤员。一小时后，在克里特岛绍达湾以东350海里处，美利坚号与自由号汇合。美利坚号的舰员站在甲板上，静静地看着直升机将50名伤员和9名遇难者从自由号转移至航母上。而被拖行的自由号上，船舷布满着火箭弹和机炮留下的弹孔。美利坚号的舰员自发的列陈一队，默默地祝福着自由号及其船员。
美利坚号上的医疗队二十四小时不间断地救治着伤员。有三位医师在手术室连续工作了超过12小时，而其他的医师则在一直病房照料着伤员。在今后的数周，自由号上的伤员得到了周到的照料。
自从阿以之间爆发战争以来，飞行甲板上的舰员变得疲惫却又安静。美利坚号航母始终准备应对各种情况，但始终没有飞机起飞。
但是，随着以色列军队在战场上不断取得胜利，阿拉伯国家指责美国海军第六舰队为以色列陆军提供空中掩护。而据舰上记者的报道，这些指责都是错误的。
6月7日，海军上将马丁发表了一份声明：“没有任何来自第六舰队的飞机为以色列提供过那些中东国家声称的所谓空中支援……没有任何一架第六舰队的飞机飞入过距地中海东岸160公里范围内，尤其是接近以色列和阿拉伯联合共和国的上空。此外，在这一阶段没有一架第六舰队的飞机飞入过中东和北非国家的领空。”
上将向记者们提供了这几天美利坚号和萨拉托加号航母飞行计划的复印件以及冲突期间关于特遣队部署地点的纲要。他指出如果对美利坚号的弹药库进行清点将会驳回中东国家的那些指责，并且指出舰上的飞机和飞行员数量仅仅因为出席巴黎航展而发生过变化，
在6月10日，在美利坚号的飞行甲板上举行了一次纪念活动。

### 停火阶段
随着以色列军队向苏伊士运河和约旦河推进，并且国际社会开始要求双方停火，舰上的气氛开始趋于平和。舰员暂时停下了工作，参与了位于机库举行的11轮制拳击比赛。将近2000名舰员在现场围绕着拳击场观看比赛，而其余舰员则通过闭路电视，比赛中还有专业解说员进行解说。美利坚号在当地继续驻守了几天，但紧张局势仿佛已经过去了。舰上的记者离开了航母，而苏联军舰也再也没有“到访”过，常规的飞行任务也重新开始了。
值得一提的是，在这一期间，舰上还举行了其他活动，还参与了巴黎航展。美利坚号的两个舰载机中队参与了5月25日至6月5日在巴黎布尔歇机场举行的第27届巴黎航展。VF-33中队的F-4B战机和VAW-122中队的E-2A预警机在航展上陈列在机场以供参观。
在6月14日，美利坚号航母接待了49名来自全国各地的美国海军学院和海军后备军官训练团的49名海军候补军官。在为期6周的实习中，这些候补军官在舰上军官的指导和观察下，在舰上所有部门中担任下级军官。在6月末，第二批候补军官来到改舰开展为期6周的实习。
在6月21日，美利坚号驶往达达尼尔海峡并访问了伊斯坦布尔，在当地海军少将盖斯在无名战士坟墓上敬献花圈以示对战争中牺牲的土耳其士兵的敬意。然而三天之后，一群愤怒的示威者焚毁了花圈。之后，大约600名学生以及1500名围观者和同情者参与了一场反对美国以及第六舰队的抗议活动，并在该舰靠泊地附近举行了演讲活动。当天下午大部分时间舰员都被取消自由活动，然而在晚上局势恢复平静，舰员们又能继续活动。之后的访问活动都颇为平静。

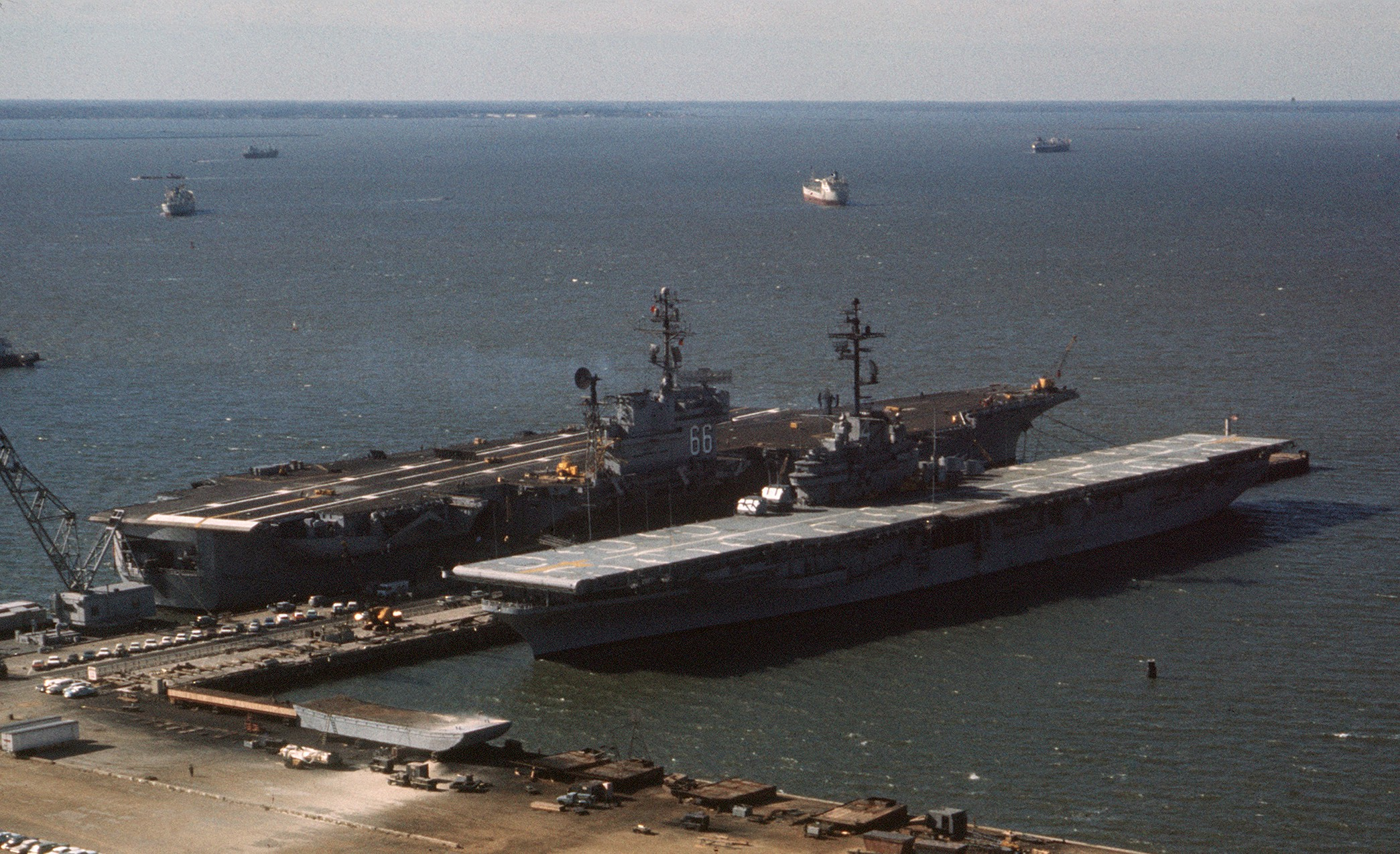
美利堅號及已改裝為兩棲突擊艦的艾塞克斯級拳師號，攝於1969年10月1日的諾福克海軍基地
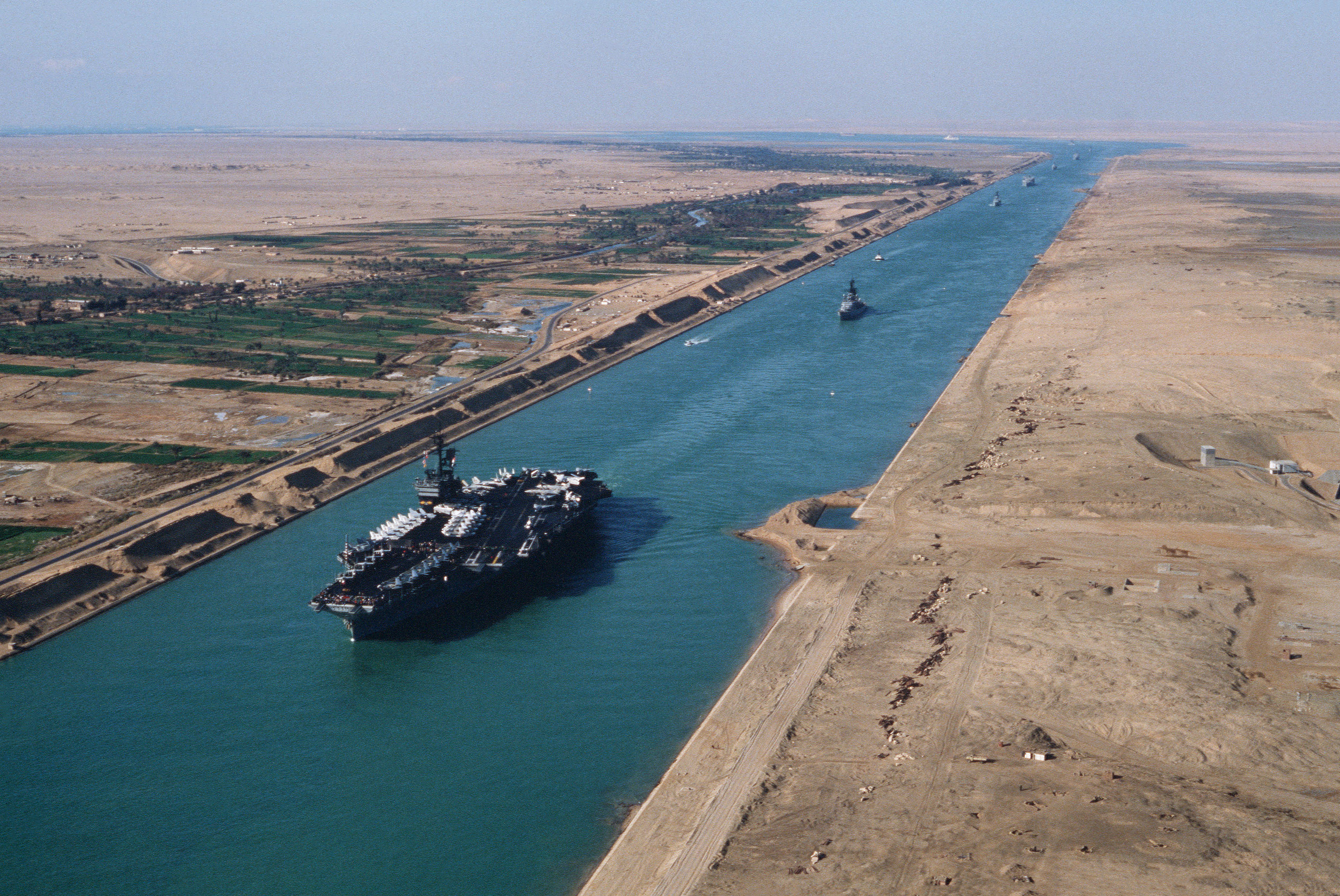
美利堅號正在通過蘇伊士運河，攝於1981年5月5日
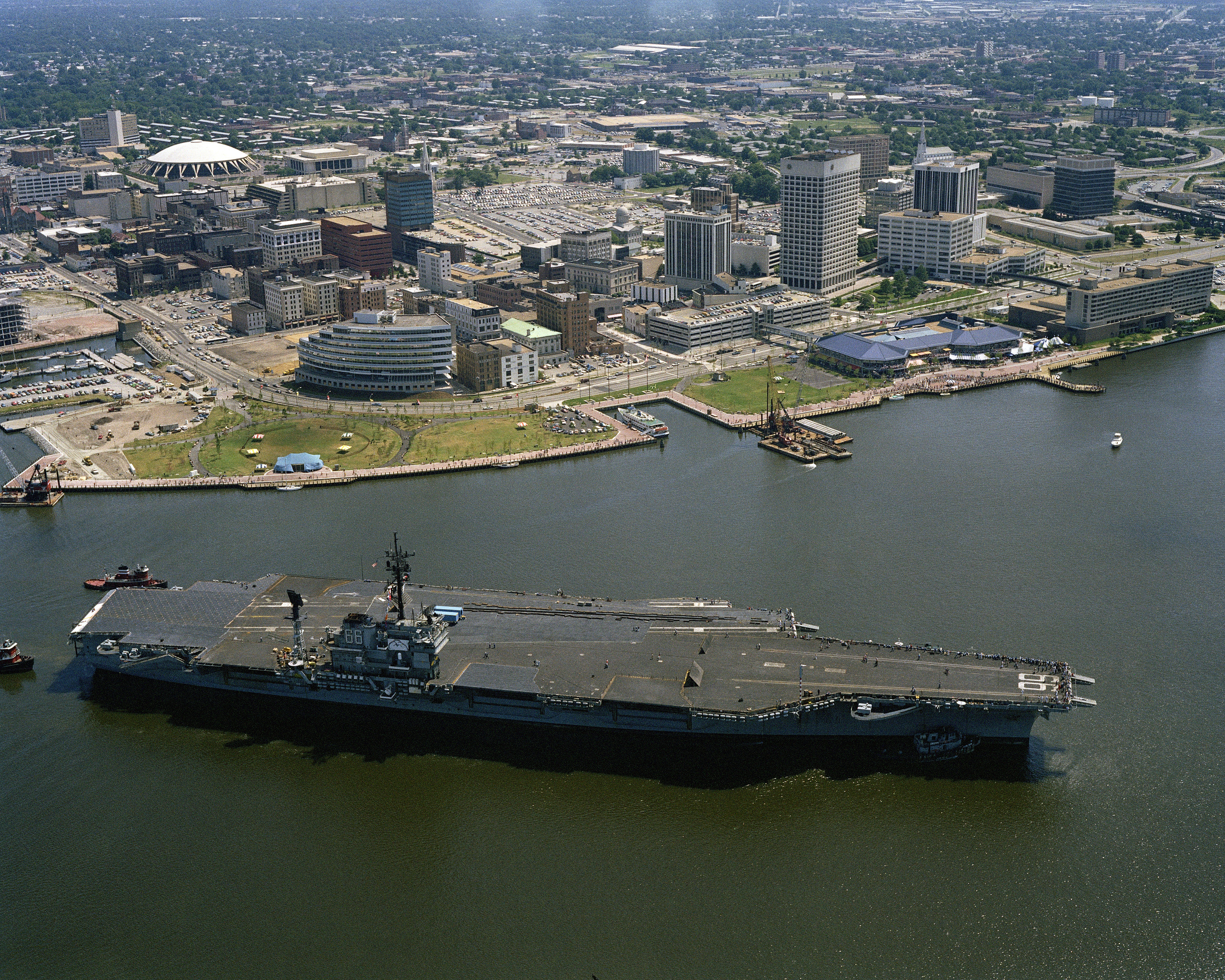
美利堅號，攝於1983年8月1日的諾福克海軍基地
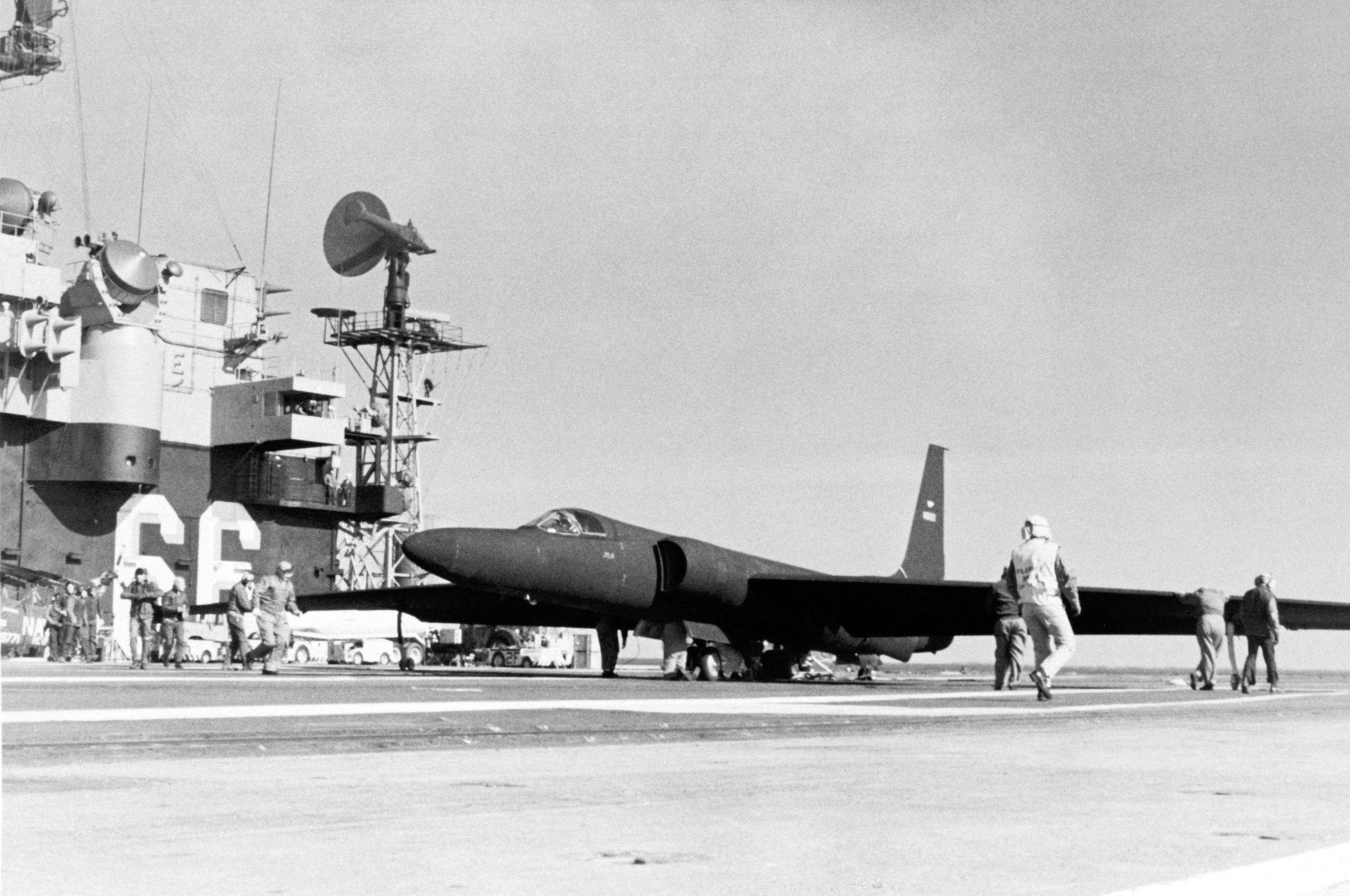
一架停泊在美利堅號上的U-2偵察機，攝於1984年10月18日
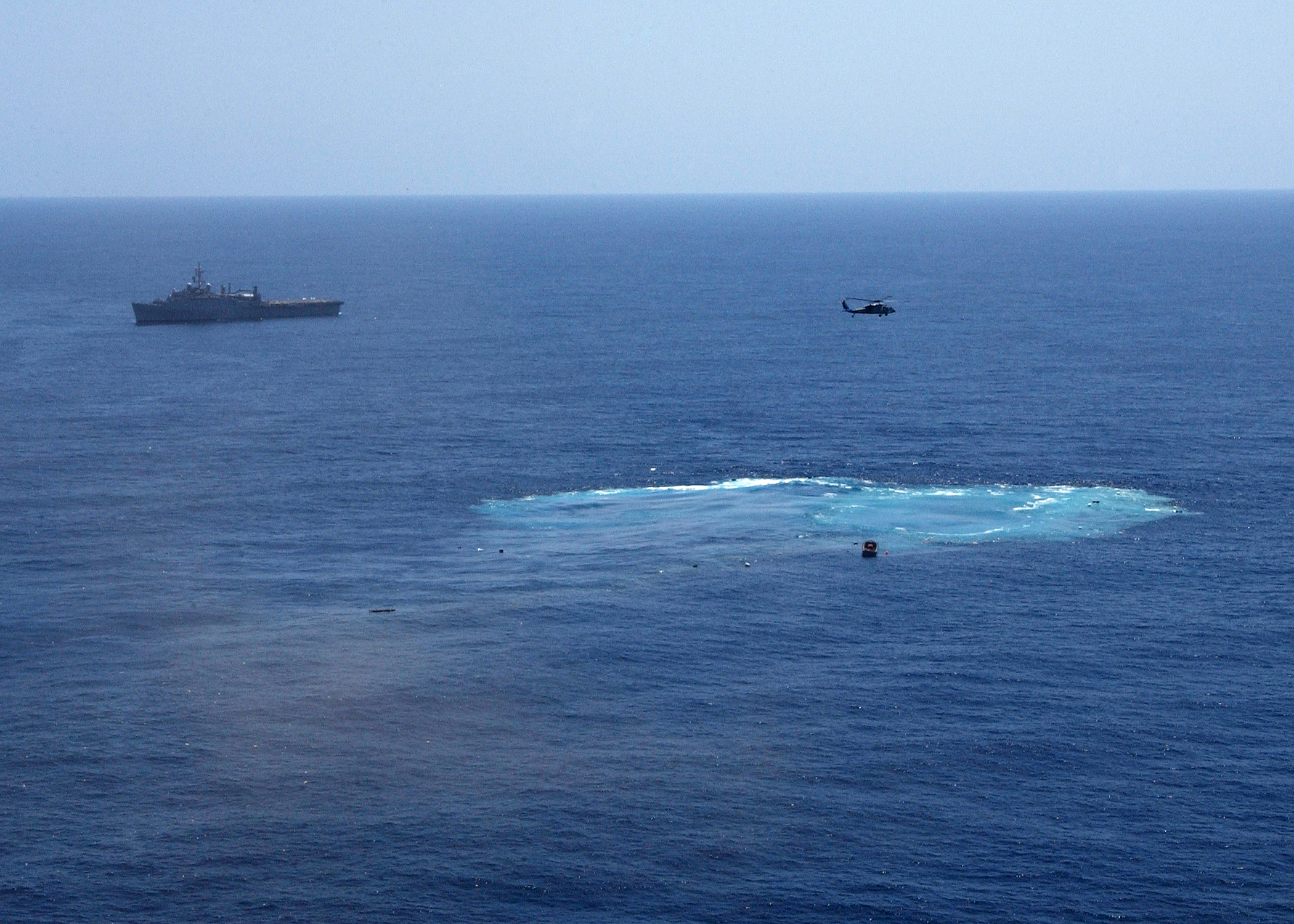
正沉沒大海中的美利堅號，攝於2005年5月14日